# تويجان أفانوغلو
تويجان أفانوغلو ممثل سينمائي وتلفزيوني تركي ولد في 19 يناير 1979 في إزمير. اكتسب أول تجربة تلفزيونية له في المسلسل التلفزيوني “إخوة العدو”. كما لعب كلاعب كرة سلة وطني. درس في الغناء في “مركز موجدات جيزن للفنون” لمدة عام في طفولته.
من أهم اعماله "نجمة الشمال" و "حب الملائكة"…